# Xysticus mundulus
Xysticus mundulus är en spindelart som beskrevs av O. Pickard-Cambridge 1885. Xysticus mundulus ingår i släktet Xysticus och familjen krabbspindlar. Inga underarter finns listade i Catalogue of Life.